# Idrosfera
Per idrosfera si intende l'insieme delle acque presenti nei vari stati di aggregazione sul nostro pianeta, dal sottosuolo alla superficie sino agli strati dell'atmosfera.
L'acqua che la compone può trovarsi in varie zone della Terra:
- Nella litosfera, cioè all'interno di rocce o tra gli strati formati da queste rocce.
- Sulla superficie della Terra, coprendo parte della crosta terrestre e presentandosi sotto forma di fiumi, laghi, mari e oceani.
- Nell'atmosfera, sotto forma di vapore acqueo o microscopiche goccioline sospese.

L'idrosfera si sovrappone, per certi versi, con la biosfera e permette l'esistenza della maggior parte degli esseri viventi che compongono flora e fauna.

## Etimologia

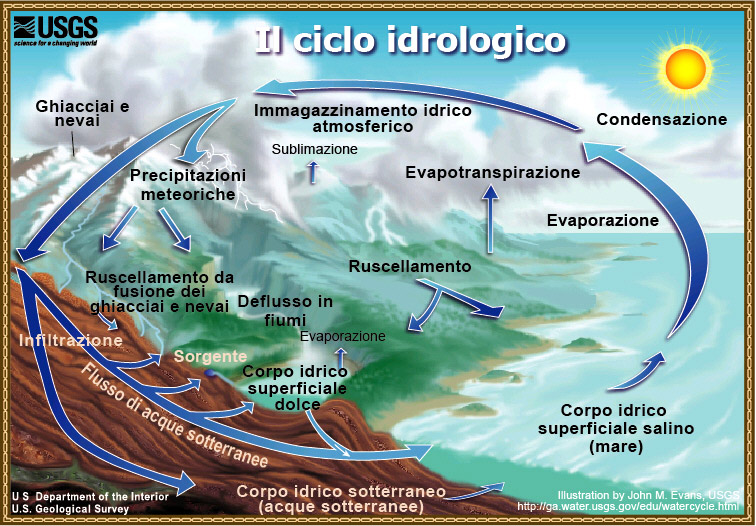
Il ciclo dell'acqua

Il termine "idrosfera" deriva dal greco antico ὕδωρ - hydōr, acqua e σφαῖρα - sphaira, sfera.

## Composizione
L'idrosfera è basata sul ciclo delle acque, che passano continuamente dallo stato liquido, a quello gassoso e, in alcuni casi, allo stato solido. La gran parte di queste acque è raccolta negli oceani, che ne permettono il continuo riciclo.
Sul nostro pianeta si trovano 1,4 miliardi di chilometri cubi di acqua percentualmente così distribuita:
- Acqua totale: oceani 97%, 3% acqua dolce
- Acqua dolce: 79% calotte e ghiacci, 20% acque sotterranee, meno dell'1% acqua dolce in superficie facilmente accessibile

- Acqua dolce in superficie facilmente accessibile: 4% laghi, 76% umidità del suolo, 16% vapore acqueo, 2% fiumi e torrenti, 2% acqua degli organismi viventi.

## Ciclo dell'acqua
Il ciclo dell'acqua avviene nel seguente modo: l'acqua dei fiumi, dei lago o dei mari evapora a causa del calore del Sole, condensandosi formano le nubi (o le nuvole). In particolari condizioni i cristalli di acqua (o goccioline) presenti nell'aria si ingrossano e, vincendo la resistenza dell'aria, cadono a terra sotto forma di pioggia, neve o grandine. L'acqua che cade alimenta anche i laghi e i ghiacciai, in parte filtra nel sottosuolo dove forma le falde acquifere. I corsi d'acqua riportano l'acqua ai mari, facendo ripetere il ciclo.

## Acque marine
Circa i 2/3 della superficie terrestre sono ricoperti dalle acque di mari e oceani.
Gli oceani sono enormi bacini di acqua salata che circondano i continenti, mentre i mari sono bacini più piccoli racchiusi all'interno dei continenti.
La salinità è il peso in grammi dei sali disciolti in 1 litro di acqua; essa si esprime in g/L o in parti per mille (‰) ed è in media di 35 g/L.
La presenza di sali disciolti fa sì che l'acqua abbia un punto di solidificazione inferiore a quello dell'acqua pura, che è 0 °C: l'acqua di mare solidifica a circa –1,9 °C e questo è importante per la vita nel mare. La temperatura delle acque superficiali dipende dalla latitudine e dalla stagione: all'equatore si mantiene costante tutto l'anno intorno ai 27 °C.
Le maree sono causate dall'attrazione gravitazionale del Sole e della Luna. Quando la luna è in congiunzione o in opposizione al Sole, le due forze si sommano e la marea ha la massima ampiezza, cioè la massima differenza di livello fra l'alta e la bassa marea. Questa situazione viene chiamata marea sigiziale.
Le correnti marine sono provocate da differenze di temperatura e di salinità ed il loro movimento è condizionato dalla rotazione terrestre oltre che dallo spirare dei venti. 
Le correnti superficiali si distinguono in: correnti calde e correnti fredde.
Le calde eseguono un percorso che va dalle zone equatoriali in direzione dei poli, le fredde chiudono il ciclo dalle alte latitudini verso l'equatore.
Il loro movimento è influenzato dalla morfologia dei bacini ed è soggetto alla forza di Coriolis.